# Tisová (kraj pilzneński)
Tisová – wieś i gmina w Czechach, w powiecie Tachov, w kraju pilzneńskim. Według danych z dnia 1 stycznia 2013 liczyła 482 mieszkańców.